# 日本医書出版協会
一般社団法人日本医書出版協会（にほんいしょしゅっぱんきょうかい）とは、医学・看護学をはじめとした医学書出版社29社で構成される団体である。

## 会員
- 医学書院
- 医学中央雑誌刊行会
- 医学図書出版
- 医歯薬出版
- 医薬ジャーナル社
- 金原出版
- 協同医書出版社
- 杏林書院
- 金芳堂
- 克誠堂出版
- 新興医学出版社
- 真興交易医書出版部
- 診断と治療社
- 全日本病院出版会
- 総合医学社
- 中外医学社
- 東京医学社
- 永井書店
- 中山書店
- 南江堂
- 南山堂
- 日本医事新報社
- 日本臨牀社
- 文光堂
- へるす出版
- メジカルビュー社
- MEDSi
- 羊土社